# Religião no Japão
Religiões no Japão (2018)
A religião no Japão se manifesta principalmente no Xintoísmo e no Budismo, as duas principais religiões, que costumam ser praticadas simultaneamente. De acordo com as estimativas, cerca de 80% da população segue os rituais xintoístas em algum grau, adorando ancestrais e espíritos em altares domésticos e santuários públicos. Um número quase igualmente alto é relatado como budista. Combinações sincréticas de ambos, geralmente conhecidas como shinbutsu-shūgō, são comuns e eram a religião dominante do país antes do surgimento do xintoísmo estatal no século XIX. Para a maioria da população, filiação religiosa não significa frequência e adoração regulares. A maioria das pessoas visitam os santuários xintoístas (jinja) e templos budistas (otera) como parte dos eventos anuais e rituais de passagem dos indivíduos.
Entre os eventos anuais incluem-se os festivais dos santuários xintoístas e dos templos budistas, a  visita anual ao santuário ou templo - o hatsumodê. e a visita ao túmulo da família durante o Festival dos Mortos - Obon. Entre os rituais de passagens da vida de uma pessoa, incluem-se a primeira visita ao santuário pelo recém-nascido, o miyamairi, o Festival Shichi-go-san (7-5-3) - que consiste na visita ao santuário de meninos de 3 e 5 anos e de meninas de 3 e 7 anos de idade, a cerimônia xintoísta de casamento e, por fim, o funeral budista.

## Principais religiões

### Xintoísmo

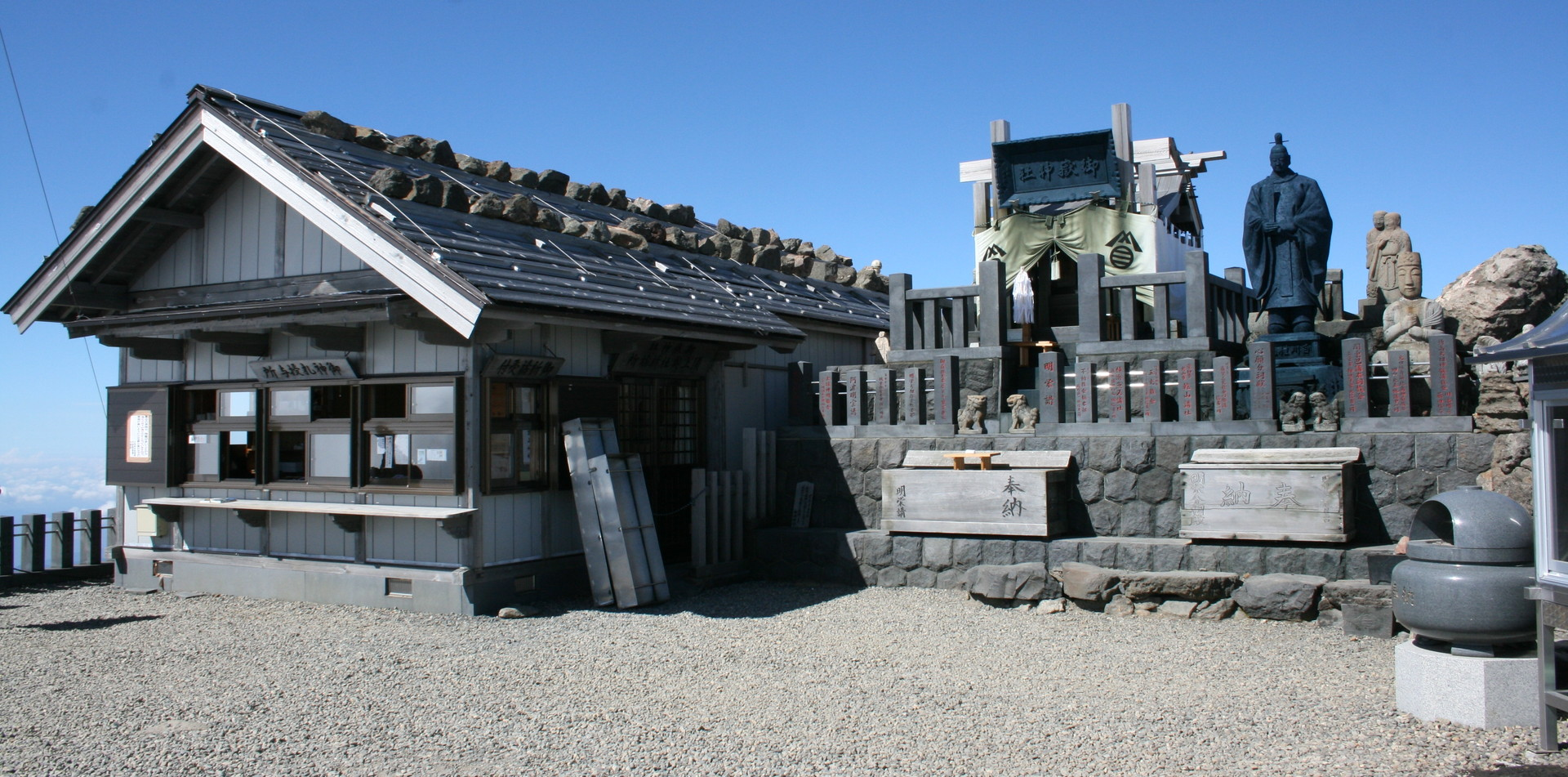
Ontake-jinja, um santuário xintoísta no Monte Ontake para a adoração do deus da montanha.

Xintoísmo (em japonês: 神道, transl. Shintō) é o nome dado à espiritualidade tradicional do Japão e dos japoneses, considerado também uma religião pelos estudiosos ocidentais. A palavra Shinto ("Caminho dos Deuses") foi adotada do chinês escrito (神道), através da combinação de dois kanjis: "shin" (神), que significa "deuses" ou "espíritos" (originalmente da palavra chinesa shen); e "tō" (道), ou "do", que significa "estudo" ou "caminho filosófico" (originalmente da palavra chinesa tao). Os termos yamato-kotoba (大和言葉) e Kami no michi costumam ser usados de maneira semelhante, e apresentam significados similares.
O xintoísmo é a maior religião do Japão, praticada por quase 80% da população, mas apenas uma pequena porcentagem deles se identifica como "xintoístas" nas pesquisas. Isso se deve ao fato de que "xintoísmo" tem significados diferentes no Japão: a maioria dos japoneses freqüentam santuários xintoístas e imploram por kami sem pertencer a organizações xintoístas, e uma vez que não há rituais formais para se tornar um membro do povo "xintoísmo "," Filiação xintoísta "é freqüentemente estimada incluindo aqueles que se juntam a seitas xintoístas organizadas. O xintoísmo tem 100.000 santuários e 78.890 sacerdotes no país.

### Budismo

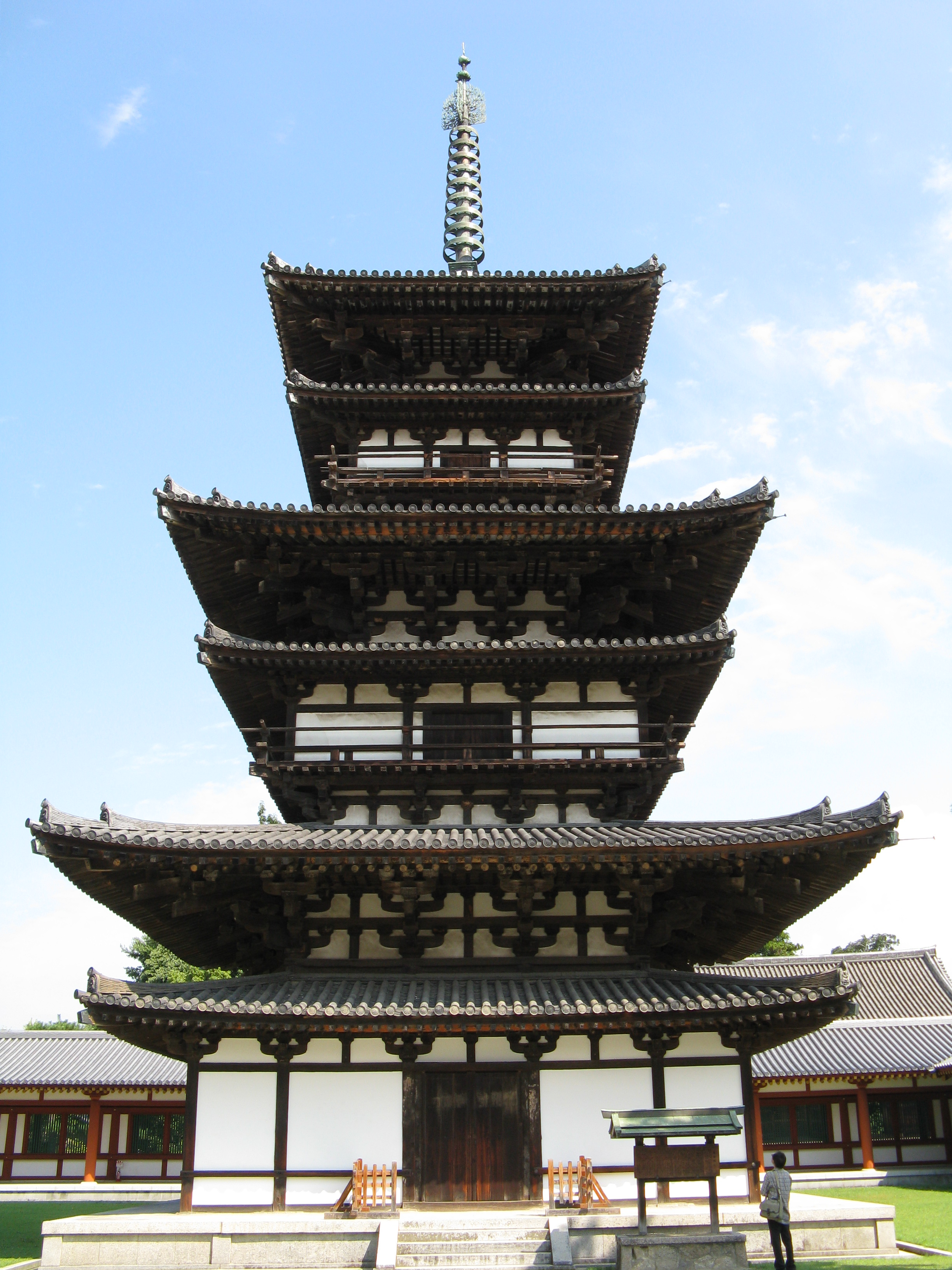
Pagode em Yakushi-ji

A história do budismo no Japão pode ser dividida em três períodos, que são o período Nara (até o ano de 784 d.C.), o período Heian (794–1185) e o período pós-Heian (de 1185 em diante). Cada período foi palco para a introdução de novas doutrinas e revoltas nas escolas existentes. Ver Sōhei (monges guerreiros).
Nos tempos modernos, as principais manifestações do budismo são: as escolas da Terra Pura, Nichiren, Shingon e Zen.
Em 2018, havia 355.000 monges, sacerdotes e líderes budistas no Japão, um aumento de mais de 40.000 em comparação com 2000.

## Religiões minoritárias

### Cristianismo
O processo de cristianização no Japão teve início em 1549 quando o missionário jesuíta, Francisco Xavier chegou a Kagoshima acompanhado de um jovem samurai, Ansei Yajiro, que se converteu ao catolicismo e recebeu o nome cristão Paulo de Santa Fé, e de dois outros padres: o espanhol Cosme de Torres e o português João Fernandes. Acolhido pela família de Yajiro, o grupo deu início às primeiras conversões (primeira missão cristã no Japão), desagradando os monges budistas que expulsaram os missionários de Kagoshima.
A missão cristã no Japão, empreendida pelos jesuítas portugueses, foi breve e instável. Expulsos de Kagoshima, os padres seguiram para o sul do Japão, onde formaram vários núcleos de convertidos. Em Kyoto não conseguiram permissão para falar com o imperador. Em março de 1551, instalados em Yamaguchi, obtiveram autorização do principal Daimiô para o trabalho de catequese. Em 1552, quando Francisco Xavier deixa o Japão para pregar o Evangelho na China, havia no país aproximadamente dois mil cristãos.
Uma das denominações cristãs que cresceram no Japão são as Testemunhas de Jeová, que no começo de 1949, havia menos de 10 Testemunhas. Nesse mesmo ano, a sede mundial da Torre de Vigia nos Estados Unidos enviou 13 casais missionários, e em apenas cinco anos depois — em 1952 —, haviam aumentado para 103. [carece de fontes?]
Hoje, há 1 a 3 milhões de cristãos no Japão, a maioria deles vivendo na parte ocidental do país, onde as atividades missionárias eram maiores durante o século XVI. A Prefeitura de Nagasaki tem a maior porcentagem de cristãos: cerca de 5,1% em 1996. Em 2007, havia 32.036 padres e pastores cristãos no Japão. Ao longo do último século, alguns costumes ocidentais originalmente relacionados ao Cristianismo (incluindo casamentos no estilo ocidental, Dia dos Namorados e Natal) tornaram-se populares entre muitos japoneses. Por exemplo, 60-70% dos casamentos realizados no Japão são de estilo cristão.

### Islão

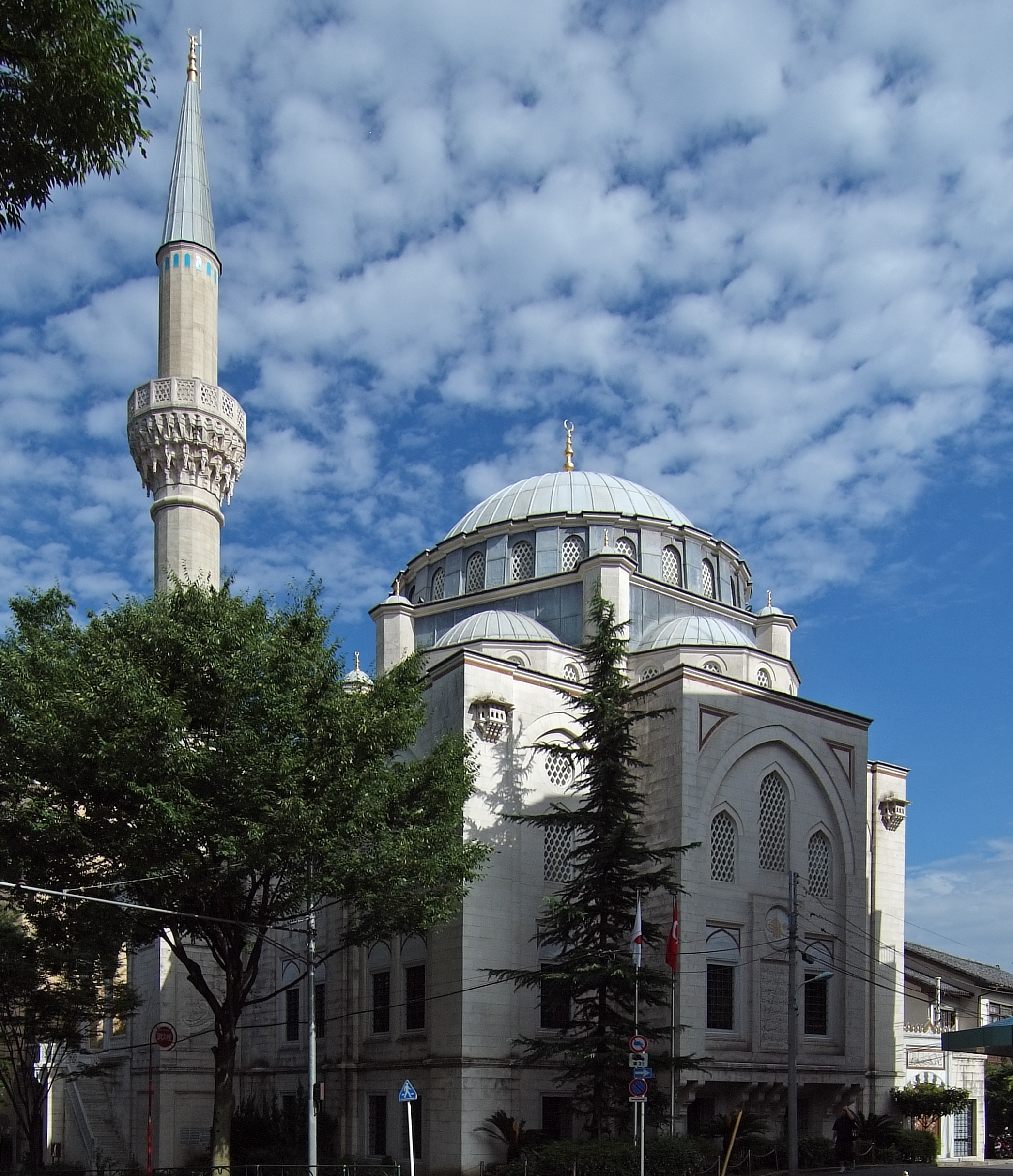
Mesquita de Tóquio

O Islão (イ ス ラ ム 教 Isuramukyō) no Japão é representado principalmente por pequenas comunidades de imigrantes de outras partes da Ásia. Em 2008, Keiko Sakurai estimou que 80-90% dos muçulmanos no Japão eram migrantes nascidos no exterior, principalmente da Indonésia, Paquistão, Bangladesh e Irã. Foi estimado que a população de imigrantes muçulmanos chega a 70.000-100.000 pessoas, enquanto "o número estimado de muçulmanos japoneses varia de milhares a dezenas de milhares".

### Judaísmo
O Judaísmo (ユ ダ ヤ 教 Yudayakyō) no Japão é praticado por cerca de 2.000 judeus que vivem no país. Com a abertura do Japão ao mundo externo em 1853 e o fim da política externa sakoku do Japão, alguns judeus do exterior imigraram para o Japão, com os primeiros colonos judeus registrados chegando a Yokohama em 1861. A população judia continuou a crescer na década de 1950, alimentado pela imigração da Europa e do Oriente Médio, com Tóquio e Kobe formando as maiores comunidades.
Durante a Segunda Guerra Mundial, alguns judeus europeus fugindo do Holocausto encontraram refúgio no Japão, com um diplomata japonês, Chiune Sugihara, o cônsul japonês na Lituânia, desrespeitando suas ordens e emitindo mais de 6.000 vistos de entrada para judeus que fugiam dos nazistas. Após a Segunda Guerra Mundial, uma grande parte da população judaica do Japão emigrou, muitos indo para o que se tornaria Israel. Alguns dos que permaneceram casaram-se com habitantes locais e foram assimilados pela sociedade japonesa.
Existem centros comunitários que atendem judeus em Tóquio e em Kobe. A organização Chabad-Lubavitch tem dois centros em Tóquio.
Em setembro de 2015, o Japão nomeou um rabino-chefe pela primeira vez, o chefe da Casa Chabad de Tóquio, o rabino Binyamin Edre'i.

### Siquismo
O Siquismo (シ ク 教 Sikukyō) é atualmente uma religião minoritária no Japão, seguida principalmente por famílias que migraram da Índia.

### Jainismo
O Jainismo (ジ ャ イ ナ 教 Jainakyō) é uma religião minoritária no Japão. Em 2009, havia três templos Jain no país.

## As novas religiões
Novas religiões como shinshukyô e shinkô-shukyô, surgiram e têm se expandido rapidamente no Japão, usando com habilidade os meios de comunicação de massa, técnicas de marketing e propaganda, estabelecendo suas próprias instituições educacionais, prometendo milagres e benefícios materiais e espirituais ainda nesta vida, e apresentando um proselitismo mais ativo. Os ensinamentos dessas novas religiões remetem a uma ampla gama de tradições antigas, incluindo aspectos do Xintoísmo, do Budismo, do Confucionismo(Jukyô), do Taoísmo(Dôkyô), superstições populares e do Xamanismo, algumas incorporam elementos religiosos e até mesmo científicos de diversas origens que não a japonesa (Budismo Tibetano, Christian Science, medicina psicossomática, psicanálise etc.). Os fundadores das novas religiões são às vezes venerados como deuses vivos (ikigami).

## Práticas religiosas e feriados
A maioria dos japoneses participa de rituais e costumes derivados de várias tradições religiosas. Os eventos do ciclo de vida geralmente são marcados por visitas a um santuário xintoísta. O nascimento de um novo bebê é celebrado com uma visita formal ao santuário com cerca de um mês de idade, assim como o terceiro, quinto e sétimo aniversários (Shichi-Go-San) e o início oficial da idade adulta aos vinte anos (Seijin shiki) As cerimônias de boda são frequentemente realizadas por padres xintoístas, mas as cerimônias de casamento seculares de estilo ocidental, chamadas howaito uedingu ("casamento branco"), também são populares. Estes usam liturgia cristã, mas geralmente não são presididos por um sacerdote ordenado.
Os funerais japoneses geralmente são realizados por sacerdotes budistas, e os ritos budistas também são comuns nos aniversários do dia da morte de parentes falecidos. 91% dos funerais japoneses acontecem de acordo com as tradições budistas.
Existem duas categorias de feriados no Japão: matsuri (feiras de templos), que são em grande parte de origem Shinto e se relacionam com o cultivo de arroz e o bem-estar espiritual da comunidade local; e nenjyū gyōji (festas anuais), que são em grande parte de origem chinesa ou budista. Durante o período Heian, os matsuri foram organizados em um calendário formal e outros festivais foram adicionados. Muito poucos matsuri ou festas anuais são feriados nacionais, mas estão incluídos no calendário nacional de eventos anuais. A maioria dos matsuri são eventos locais e seguem as tradições locais. Eles podem ser patrocinados por escolas, cidades ou outros grupos, mas são mais freqüentemente associados a santuários xintoístas.
Alguns dos feriados são de natureza secular, mas os dois mais significativos para a maioria dos japoneses - Dia de Ano Novo e Obon - envolvem visitas a santuários xintoístas ou templos budistas, respectivamente. O feriado de Ano Novo (1 a 3 de janeiro) é marcado pela prática de vários costumes e pelo consumo de alimentos especiais. Visitar santuários xintoístas ou templos budistas para orar pelas bênçãos familiares no ano seguinte, vestir um quimono, pendurar enfeites especiais, comer macarrão na véspera de Ano Novo e jogar um jogo de cartas de poesia estão entre essas práticas. Durante o Obon, bon (altares dos espíritos) são erguidos em frente aos altares da família budista, que, junto com as sepulturas ancestrais, são limpos em antecipação ao retorno dos espíritos. Pessoas que moram longe de suas casas voltam para visitar parentes. As celebrações incluem danças folclóricas e orações em templos budistas, bem como rituais familiares em casa. 

## Religião e lei
No início da história japonesa, a classe dominante era responsável pela realização de rituais propiciatórios, que mais tarde foram identificados como xintoísmo, e pela introdução e apoio ao budismo. Mais tarde, a organização religiosa foi usada por regimes para fins políticos; por exemplo, o governo de Tokugawa exigia que cada família fosse registrada como membro de um templo budista. No início do século XIX, o governo exigia que cada família pertencesse a um santuário e, no início do século XX, isso foi complementado com o conceito de um direito divino de governar concedido ao imperador. A Constituição Meiji diz: "Os súditos japoneses devem, dentro de limites não prejudiciais à paz e à ordem, e não antagônicos aos seus deveres como súditos, desfrutar de liberdade de crença religiosa".
O artigo 20 da Constituição de 1947 afirma: "A liberdade religiosa é garantida a todos. Nenhuma organização religiosa deve receber privilégios do Estado, nem exercer autoridade política". Os Estados Unidos privatizaram santuários e criaram o termo "Estado xintoísta" durante a ocupação do Japão para reformar as idéias nativas japonesas de igreja e Estado, sob a crença de que havia apoiado o surgimento do militarismo japonês antes e durante a Segunda Guerra Mundial.
Nos anos do pós-guerra, a questão da separação do xintoísmo e do estado, surgiu no Caso de Apoteose das Forças  de Autodefesa. Em 1973, Nakaya Takafumi, um membro das Forças de Autodefesa Japonesas sendo marido de Nakaya Yasuko, morreu em um acidente de trânsito. Apesar da recusa de Yasuko em fornecer documentos relevantes para a consagração de seu marido no Santuário de Proteção Nacional da prefeitura de Yamaguchi, a Associação de Veteranos da prefeitura solicitou as informações das Forças de Autodefesa e completou a consagração. Como resultado, em 1973, Yasuko processou a Seção das Forças de Autodefesa da Prefeitura de Yamaguchi, alegando que a cerimônia de apoteose violava seus direitos religiosos como cristã.
Embora Yasuko tenha vencido o caso em dois tribunais inferiores, a decisão foi anulada pela Suprema Corte do Japão em 1 de junho de 1988, com base no precedente estabelecido pelo Caso da Cerimônia de Lançamento da Terra Shinto da Cidade de Tsu. Em primeiro lugar, a Suprema Corte decidiu que, como a Associação de Veteranos - que não era um órgão do estado - agiu sozinha ao organizar a cerimônia de apoteose, nenhuma violação do Artigo 20 ocorreu. Em segundo lugar, a Suprema Corte considerou que o fornecimento dos documentos de Takafumi pelas Forças de Autodefesa à Associação de Veteranos não constituiu uma atividade religiosa proibida pelo Artigo 20, porque nem a intenção nem os efeitos de sua ação prejudicaram ou patrocinaram qualquer religião.
Terceiro, a Suprema Corte adotou uma interpretação restrita dos direitos religiosos individuais, ao decidir que a violação dos direitos individuais à religião não ocorria a menos que o estado ou seus órgãos coagissem os indivíduos a realizar alguma atividade religiosa ou limitassem sua liberdade religiosa. Em 2 de junho de 1988, um relatório do Los Angeles Times descreveu a decisão da Suprema Corte japonesa como "um grande revés para os defensores de uma separação mais forte entre religião e estado no Japão". Em 7 de junho de 1988, um artigo publicado em o New York Times expressou preocupação de que a decisão da Suprema Corte japonesa provavelmente encorajasse o ressurgimento do xintoísmo estatal e do nacionalismo. Como os Santuários de Proteção Nacional da província realizam a mesma cerimônia de apoteose que o Santuário Yasukuni, a importância deste caso também está em suas implicações para a constitucionalidade do patrocínio do Estado e visitas oficiais ao Santuário Yasukuni.